# Аборты на Багамах
Аборт на Багамах в большинстве случаев незаконен.
Согласно карибскому новостному сайту Loop, в 2022 году пресс-секретарь премьер-министра Филипа Дэвиса Клинт Уотсон подтвердил, что аборты останутся незаконными в обозримом будущем. Однако Уотсон сказал, что это может измениться в будущем, если взгляды людей изменятся..
Согласно статье 315 Уголовного кодекса Багамских Островов, "любое лицо, умышленно и незаконно совершающее аборт или выкидыш, подлежит тюремному заключению сроком на десять лет".
Аборты могут производиться только в случаях уродства плода, изнасилования или инцеста, а также по состоянию здоровья. Однако в ответ на периодический обзор комитета ООН по ликвидации дискриминации в отношении женщин правительство Багамских Островов заявило, что «аборты обычно проводятся в течение первого триместра, хотя они часто разрешаются до 20 недель беременности. Аборт должен быть выполнен в больнице лицензированным врачом. Государственные больницы несут расходы на неоплачиваемых пациентов».
Как сообщает The Tribune, «уважаемый врач, работающий в государственной системе, сказал The Tribune, что статистических данных об абортах нет, потому что рынок абортов на Багамах находится в подполье». Врач добавил, что существует культура «Не спрашивай, не говори».
В феврале 2022 года министр здравоохранения Багамских Островов доктор Майкл Дарвилл отказался отвечать на вопрос, какова позиция правительства в отношении абортов.
В 2022 году ведущие американского ток-шоу The View подверглись критике за отдых на Багамах после отмены действия решения по делу Роу против Уэйда из-за ограничительных законов об абортах в стране.